# وكالة تأمين الودائع في روسيا
وكالة تأمين الودائع (DIA) (بالروسية: Агентство по страхованию вкладов)‏ (АСB) هي شركة حكومية روسية (منظمة غير ربحية)تابعة لشركة الدولة (روسيا) تأسست في يناير 2004 لإدارة تشغيل نظام تأمين الودائع في الاتحاد الروسي .  تدفع الوكالة تعويضات التأمين للمودعين في البنوك المفلسة. تمارس الوكالة أيضًا وظائف مدير الإفلاس للبنوك المعسرة،  وصناديق التقاعد غير الحكومية وشركات التأمين،  وهي مسؤولة عن تسوية البنوك  وإدارة نظام ضمان حقوق الأشخاص المؤمن عليهم في المعاش الإلزامي نظام التأمين. 

## التأمين على الودائع
يعمل نظام تأمين الودائع في الاتحاد الروسي وفقًا للقانون الاتحادي رقم 177-أف زد المؤرخ 23 ديسمبر 2003 "بشأن تأمين الودائع في بنوك الاتحاد الروسي".  يوفر نظام تأمين الودائع (DIS) الحماية للمودعين الذين لديهم حسابات في البنوك الروسية حتى حد التغطية الذي يحدده القانون. المشاركة في نظام تأمين الودائع إلزامية لجميع البنوك التي تقوم بجمع الأموال من الأفراد.
منذ بداية عملية نظام تأمين الودائع (DIS)، زاد مستوى التغطية 14 مرة:
- قبل 9 أغسطس 2006 - 100 ألف روبل؛

- قبل 25 مارس 2007 – 190 ألف روبل؛

- قبل 1 أكتوبر 2008 – 400 ألف روبل؛

- قبل 28 ديسمبر 2014 – 700 ألف روبل؛

- بعد 29 ديسمبر 2014 – 1.4 مليون روبل.

تخضع الأنواع التالية من الحسابات/الودائع للتأمين بحد تغطية يصل إلى 1.4 مليون روبل:
- حسابات وودائع الأفراد (بغض النظر عن الجنسية)، بما في ذلك تلك المفتوحة لأصحاب المشاريع الفردية؛

- حسابات وودائع الكيانات القانونية - الشركات الصغيرة المدرجة في السجل الموحد للشركات الصغيرة والمتوسطة (باستثناء المؤسسات المالية)؛

- حسابات وودائع المنظمات غير الربحية والجمعيات الاجتماعية للمواطنين:
  - حسابات التعاونيات الاستهلاكية (باستثناء المؤسسات المالية غير الائتمانية)؛
  - حسابات جمعيات أصحاب العقارات (بما في ذلك الشراكات غير التجارية للبستانيين، وجمعيات المزارعين، وما إلى ذلك)؛
  - حسابات المنظمات الدينية؛
  - حسابات المؤسسات الخيرية.
  - حسابات المنظمات المدرجة في سجل فناني الأنشطة المفيدة اجتماعيا وغيرها.

يتم أيضًا تأمين النقد على بطاقات الخصم المصرفية (بما في ذلك بطاقات الرواتب). يتم أيضًا تأمين الفائدة على الودائع المؤمن عليها المتراكمة حتى اليوم السابق ليوم فشل البنك (الحدث المؤمن عليه). يتم دفع التعويض عن الودائع بالعملة الأجنبية بالروبل بسعر بنك روسيا في يوم الحدث المؤمن عليه. 
تخضع الحسابات/الودائع التالية للتأمين بمبلغ يصل إلى 10 ملايين روبل:
- الأموال المودعة في حسابات الضمان الخاصة بالفرد والمفتوحة للتسويات المتعلقة بصفقات شراء وبيع العقارات أو اتفاقيات المشاركة في البناء المشترك؛

- الأموال التي تضعها شركة إدارة الممتلكات في حساب خاص لتكوين واستخدام الأموال للإصلاحات الرأسمالية للممتلكات المشتركة في مبنى سكني (للأحداث المؤمن عليها التي وقعت بدءًا من 1 أكتوبر 2020)؛

- الأرصدة المرتفعة مؤقتًا على حساب الفرد الناتجة عن استلام (حتى 3 أشهر قبل الحدث المؤمن عليه) أموال من أطراف ثالثة بسبب ظروف حياتية استثنائية يحددها القانون: [7] بيع العقارات، الميراث، المزايا الاجتماعية، الإعانات الخ (للمناسبات المؤمنة ابتداءً من 1 أكتوبر 2020).

يتم احتساب مطالبات التأمين بالمبلغ المتزايد في حالة الظروف الخاصة على أساس 100 بالمائة من الرصيد (اعتبارًا من تاريخ الحدث المؤمن عليه) من الأموال الواردة على حساب (حسابات) المودع فيما يتعلق بـ (واحد أو أكثر) ) ظروف خاصة وضمن الحدود الزمنية التي يحددها القانون،  ولكن ليس أكثر من 10 ملايين روبل إجمالاً، بما في ذلك دفع 1.4 مليون روبل لأسباب عامة. 

### آلية دفع التأمين
عند وقوع حدث مؤمن عليه، يتم تعويض المودعين من صندوق تأمين الودائع الإلزامية. في حالة وقوع حدث مؤمن عليه فيما يتعلق بالبنك (يقوم بنك روسيا بإلغاء ترخيصه المصرفي أو فرض وقف على تلبية مطالبات الدائنين)، يحق للمودع تقديم طلب إلى الوكالة للمطالبة بدفع تعويضات عن الودائع. للحصول على تعويض عن الودائع، يجب على المواطن أن يقدم إلى الوكالة (أو وكيل بنك معتمد) طلبًا ووثيقة هوية (عادةً جواز سفر)، بالإضافة إلى مستندات إضافية في الحالات المنصوص عليها في قانون تأمين الودائع. ويمكن القيام بذلك في أي وقت من تاريخ الحدث المؤمن عليه حتى الانتهاء من تصفية البنك (إجراءات الإفلاس) - والتي، كقاعدة عامة، تستمر على الأقل من سنتين إلى ثلاث سنوات. في حالات استثنائية، إذا كانت هناك أسباب وجيهة، يتم دفع تعويض التأمين أيضًا للأشخاص الذين لم يتقدموا بطلب ضمن هذه الشروط.
يتم دفع التعويضات مباشرة من قبل وكالة تأمين الودائع أو من خلال بنك وكيل معتمد وفقا لسجل التزامات البنك تجاه المودعين. تبدأ الدفعات في موعد لا يتجاوز 14 يومًا من تاريخ الحدث المؤمن عليه. تعمل الوكالة على تقليل توقيت بدء المدفوعات - على سبيل المثال، في عام 2020، بدأت المدفوعات في المتوسط في يوم العمل السابع. 
يمكن للمودعين معرفة تاريخ بدء دفعات تأمين الودائع وكذلك المكان والزمان والشكل والإجراءات الخاصة بقبول طلبات دفع السداد من الرسالة الموجهة للمودعين المنشورة على الموقع الرسمي لـلوكالة ( نسخة محفوظة 2019-09-09 على موقع واي باك مشين.) ، في قسم "البنوك / دفعات التأمين" (في صفحة البنك). إذا تجاوز مبلغ الوديعة (الودائع) حد التغطية الذي يحدده التشريع، يتم الوفاء بالتزامات البنك تجاه المودع في سياق إجراءات الإفلاس (التصفية) فيما يتعلق بالبنك.
اعتبارًا من 1 يوليو 2022، واجهت الوكالة 548 حدثًا مؤمنًا، وتم تعويض إجمالي 4.4 مليون مودع بمبلغ إجمالي قدره 2.05 تريليون روبل. 

### صندوق تأمين الودائع الإلزامية
يتم تجميع الأموال اللازمة لضمان تشغيل النظام في صندوق تأمين الودائع الإلزامية (MDIF). تم تصميم نموذج تأمين الودائع بحيث بغض النظر عن عدد الأحداث المؤمن عليها، وحجم المدفوعات، وكذلك حجم الموارد المالية المتراكمة، سيكون هناك دائمًا ما يكفي من المال في الصندوق بسبب إمكانية اقتراض الأموال (القروض) من بنك روسيا وعدد من الآليات الأخرى المنصوص عليها في القانون. يتم دفع أقساط التأمين من قبل البنوك الأعضاء في نظام تأمين الودائع على أساس ربع سنوي. يتم تحديد معدل أقساط التأمين من قبل مجلس إدارة وكالة تأمين الودائع. 
منذ الربع الثالث من عام 2020، بلغ المعدل الأساسي لأقساط التأمين في صندوق الاستثمار العقاري 0.12% من الأساس المحسوب، والمعدلات الإضافية الإضافية والمتزايدة لأقساط التأمين 25% و300% من السعر الأساسي، على التوالي. بالنسبة لـلوكالة ، كما هو الحال بالنسبة لجميع الشركات الحكومية الأخرى، تحدد حكومة الاتحاد الروسي الإجراءات والشروط العامة للاستثمارات، بالإضافة إلى إجراءات وآليات الرقابة على استثمار الأموال الفائضة مؤقتًا.
وتشمل قائمة الأصول المسموح بها لاستثمار موارد الصندوق ما يلي:
- الأوراق المالية الحكومية للاتحاد الروسي والكيانات المكونة للاتحاد الروسي؛
- الودائع لدى بنك روسيا.
- سندات المصدرين الروس.
- الأوراق المالية المدعومة بالرهن العقاري للمصدرين الروس؛
- الأوراق المالية للمنظمات المالية الدولية المقبولة للطرح أو للتداول العام في الاتحاد الروسي.

خلال عام 2020، تم تحويل 232.7 مليار روبل إلى حسابات صندوق الاستثمار الروسي من المصادر التالية:
- أقساط التأمين من البنوك الأعضاء بمبلغ 160.6 مليار روبل؛
- المبالغ المستردة من أصول البنوك المصفاة لسداد المطالبات بالتعويضات المدفوعة مسبقًا بمبلغ 59.1 مليار روبل ؛
- عودة استثمار الأموال الفائضة مؤقتًا لصندوق الاستثمار المباشر الأجنبي بمبلغ 13 مليار روبل. [10]

## الوكالة كمصفي ومدير الإفلاس
منذ عام 2004، تعمل وكالة تأمين الودائع (DIA) كمصفي ومدير إفلاس لمؤسسات الائتمان الفاشلة. يتم تنفيذ التصفية الإجبارية بناءً على طلب بنك روسيا بناءً على قرار محكمة التحكيم إذا كانت قيمة ممتلكات (أصول) مؤسسة ائتمانية تم إلغاء ترخيصها المصرفي من قبل بنك روسيا كافية للوفاء بالتزاماتها تجاه الدائنين والتزاماتها بدفع المدفوعات الإلزامية. إذا كانت ممتلكات (أصول) مؤسسة الائتمان المصفاة غير كافية لتلبية مطالبات دائنيها، يتم تقديم إجراء الإفلاس على أساس قرار محكمة التحكيم. الوكالة هي مديرة إفلاس المؤسسات الائتمانية التي حصلت على ترخيص من بنك روسيا لجذب الأموال من الأفراد كودائع. تؤدي الوكالة وظائف مدير الإفلاس فيما يتعلق بمؤسسات الائتمان التي ليس لديها ترخيص من بنك روسيا لجذب الودائع من الأفراد إذا قدم بنك روسيا ترشيح الوكالة للموافقة على محكمة التحكيم عندما يكون مفوض الإفلاس بصفته لا يتم تقديم شخص فردي إلى محكمة التحكيم; أو عزل مفوض الإفلاس، وهو فرد، من أداء واجباته كمسؤول عن الإفلاس؛ أو تم إعلان إفلاس مؤسسة ائتمانية غائبة.
اعتبارًا من 31 ديسمبر 2021، قامت الوكالة بمهام مدير الإفلاس في 350 مؤسسة ائتمانية: تم تنفيذ إجراءات الإفلاس فيما يتعلق بـ 326 مؤسسة ائتمانية، والتصفية الإجبارية فيما يتعلق بـ 24. اعتبارًا من 31 ديسمبر 2021، تم إثبات مطالبات 481.1 ألف من دائني المؤسسات الائتمانية قيد التصفية؛ بلغ حجم المطالبات الثابتة للدائنين في البنوك المصفاة حوالي 3.3 تريليون روبل. 
منذ بداية أنشطة الوكالة كمسؤول الإفلاس (المصفي) اعتبارًا من 31 ديسمبر 2021، تم الانتهاء من إجراءات التصفية في 387 مؤسسة ائتمانية. طوال فترة نشاط الوكالة بأكملها، بلغ متوسط النسبة المئوية لرضا المطالبات (اعتبارًا من 31 ديسمبر 2021) على مؤسسات الائتمان مع إجراءات التصفية المكتملة 48.1٪. من حيث الأولوية، طوال فترة نشاط الوكالة بأكملها، تم تلبية مطالبات الدائنين ذوي الأولوية الأولى في المتوسط بنسبة 68.4%، ومطالبات الأولوية الثانية – بنسبة 37.0%، ومطالبات الأولوية الثالثة – بنسبة 32.9%.
اعتبارًا من 1 يناير 2014، تم إدخال تعديلات على التشريع الذي عهد إلى الوكالة بمهام إدارة إجراءات التصفية فيما يتعلق بصناديق التقاعد غير الحكومية المشاركة في نظام ضمان حقوق الأشخاص المؤمن عليهم في نظام تأمين التقاعد الإلزامي لدولة الاتحاد الروسي، وكذلك فيما يتعلق بصناديق التقاعد غير الحكومية التي تنفذ أنشطة تتعلق بتأمين المعاشات الإلزامية والتي لم يتم إدراجها من قبل الوكالة في سجل المؤسسات المشاركة. 
اعتبارًا من 31 ديسمبر 2021، أجرت الوكالة إجراءات تصفية في 30 صندوقًا للتقاعد غير الحكومي كانت تمارس سابقًا أنشطة تتعلق بتأمين المعاشات الإلزامية ولم تكن مسجلة في نظام ضمان حقوق الأشخاص المؤمن عليهم. 27 منهم تعرضوا لإجراءات الإفلاس و3 للتصفية الإجبارية. خلال الفترة التي مارست فيها الوكالة صلاحيات مدير الإفلاس لصناديق التقاعد غير الحكومية، تم الانتهاء من إجراءات التصفية في 6 مؤسسات.
منذ ديسمبر 2016، تم منح الوكالة السلطة كمدير إفلاس لمؤسسات التأمين. اعتبارًا من 31 ديسمبر 2021، مارست الوكالة صلاحيات المصفي في 33 مؤسسة تأمين. 

## قرارات البنك
بالإضافة إلى ذلك، تم تكليف الوكالة بوظائف حل البنوك .  يمكن لـلوكالة تنفيذ هذا النشاط من خلال:
- تقديم المساعدة المالية؛
- تنظيم مزادات بيع الممتلكات، وهو ضمان للوفاء بالتزامات البنك، بما في ذلك بنك روسيا؛
- أداء وظائف الإدارة المؤقتة للبنك؛
- افعال اخرى.

بالنسبة لمشاركة الوكالة في الأنشطة المتعلقة بتسوية البنوك، ينص القانون على جذب المستثمرين من القطاع الخاص المهتمين الذين يجب عليهم تلبية المتطلبات التي وضعها بنك روسيا. في المجموع (على أساس الاستحقاق)، اعتبارًا من 31 ديسمبر 2021، خصصت الوكالة بالفعل أموالًا بمبلغ 2.1 تريليون روبل لغرض منع إفلاس البنوك، منها 1.6 تريليون روبل على حساب القروض من بنك روسيا. روسيا، 314 مليار روبل على حساب المساهمة العقارية للاتحاد الروسي في أصول الوكالة، و247 مليار روبل على حساب المساهمة العقارية لبنك روسيا في أصول الوكالة، و7.75 مليار روبل على حساب صندوق الاستثمار الأجنبي المباشر.
اعتبارًا من 31 ديسمبر 2021، شاركت الوكالة في منع (حل) إفلاس 13 بنكًا.
في عام 2017، تغيرت وظائف الوكالة فيما يتعلق بالحل بشكل طفيف بسبب إدخال آلية جديدة لإعادة التأهيل المالي لمؤسسات الائتمان ذات الأهمية النظامية من خلال صندوق توحيد القطاع المصرفي (BSCF) دون مشاركة الوكالة.

## نظام ضمان المعاشات التقاعدية
من أجل ضمان عمل نظام ضمان حقوق الأشخاص المؤمن عليهم، تقوم الوكالة بما يلي:
- يجمع الأموال لضمان مدخرات التقاعد، بما في ذلك جمع مساهمات الضمان ومراقبة اكتمال وتوقيت استلام مساهمات الضمان في صندوق ضمان مدخرات التقاعد؛
- ينفذ دفع تعويض الضمان في الحالات وبالطريقة المنصوص عليها في القانون الاتحادي رقم 422-أف زد؛ [11]
- يستثمر أموال صندوق ضمان مدخرات التقاعد بالطريقة المنصوص عليها في تشريعات الاتحاد الروسي؛
- يمارس في الحالات التي يحددها تشريع الاتحاد الروسي صلاحيات المصفي ومدير الإفلاس لصناديق التقاعد المشاركة.

وتحتفظ الوكالة أيضًا بسجل لصناديق التقاعد غير الحكومية التي تشارك في نظام ضمان حقوق الأشخاص المؤمن عليهم. يتم تنفيذ إجراءات إدخال واستبعاد أموال الأعضاء من السجل بواسطة الوكالة على أساس قرارات البنك المركزي للاتحاد الروسي. صندوق التقاعد في الاتحاد الروسي هو عضو في نظام ضمان مدخرات التقاعد.
يتم ضمان مدخرات التقاعد من قبل الوكالة من خلال دفع تعويض الضمان، والذي يتم عند حدوث أحد الأحداث التالية (مطالبات الضمان):
- إلغاء ترخيص الصندوق المشارك للقيام بالأنشطة المتعلقة بتوفير المعاشات التقاعدية وتأمين المعاشات التقاعدية و (أو) إعلان إفلاسه وفتح إجراءات الإفلاس ضد هذا الصندوق المشارك؛
- عدم وجود اشتراكات اسمية في يوم التقاعد و (أو) دفع معاش عاجل أو دفع مبلغ مقطوع على حساب صناديق ادخار التقاعد للأشخاص المؤمن عليهم؛
- انخفاض في حجم احتياطيات صندوق المعاشات التقاعدية للاتحاد الروسي لتأمين المعاشات الإلزامية، والذي يضمن استدامة الوفاء بالالتزامات تجاه الأشخاص المؤمن عليهم، إلى أقل من المستوى الأدنى الذي حددته حكومة الاتحاد الروسي.

تضمن الوكالة سداد مدخرات التقاعد الواردة في حساب التقاعد الممول (الحساب الشخصي الفردي) للشخص المؤمن عليه، باستثناء دخل الاستثمار. وفي الوقت نفسه، فإن حجم المعاشات التقاعدية المخصصة (المعاش الممول و (أو) دفع المعاش العاجل أو مبلغ مقطوع) مضمون بالكامل ولا يمكن تخفيضه.

## الحوكمة والهيكل التنظيمي
الهيئات الإدارية لـلوكالة هي مجلس المديرين ومجلس الإدارة والمدير العام. الهيئة الإدارية العليا هي مجلس الإدارة، الذي يضم ممثلين عن بنك روسيا وخمسة ممثلين عن حكومة الاتحاد الروسي والمدير العام للوكالة.
إلفيرا نابيولينا - رئيس مجلس الإدارة ومحافظ بنك روسيا

## أنظر أيضاً
- شركة تأمين الودائع الفيدرالية الأمريكية
- الخدمات المصرفية في روسيا